# Chertvisi
Chertvisi (georgiska: ხერთვისი) är en ort i Georgien. Den ligger i regionen Samtsche-Dzjavachetien, i den södra delen av landet. Chertvisi ligger 1 130 meter över havet och antalet invånare år 2014 var 202.